# 川口博史
川口 博史（かわぐち ひろし、1965年4月12日 - ）は、セガ所属のゲームミュージック作曲家。2016年現在、セガ・インタラクティブ第一研究開発本部 AMR&E研究開発部サウンドセクションセクションマネージャー。旧姓は宮内。千葉県銚子市出身。別名Hiro、Hiro師匠のニックネームで知られる。
セガのゲームミュージックを黎明期から支えた作曲者であり、国内ゲームミュージックシーンにおける著名な作曲者の一人である。

## 来歴

### セガ入社前
千葉県銚子市の出身であり、幼少期は鬼ごっこ/かくれんぼといった外遊びや、レゴ・ブロック遊びに親しんでいた。小学生の頃、ボウリング場で稼働していたアタリの『ポン』に触れる。また、デパートではセガの『GRAND PRIX』や、KASCOの『ミニドライブ』といったレースをテーマにしたエレメカに親しんでいた。また、お年玉と小遣いを貯めて当時珍しかった家庭用ゲーム機カラーテレビゲーム15（任天堂）を購入することもあった。中学生から高校生の頃はコモドールのVIC-1001によるプログラミングに親しみ、『PiO』や『I/O』といった専門誌に自作のプログラムが掲載されることもあった。また、中学生のころはフォーク好きだった友人の影響でアコースティックギターを購入し、当時流行していたミュージシャンの曲や自作曲の演奏にのめりこんだ。さらに、高校時代はフュージョンにのめりこみ、友人たちと組んだバンドでイベントに参加する機会もあった。当初はエレキギター担当だったが、やがてキーボードも手掛けるようになった。当時のバンドメンバーにはのちに『スーパーハングオン』の作曲などで知られる並木晃一もいた。加えて、ナムコの『ニューラリーX』を通じて「ゲームには音楽があるべき」という考えに至り、自作ゲームに取り入れることもあった。

### セガ時代
1984年にセガ・エンタープライゼスに入社。当初はプログラマで、入社1年目に同期の中裕司、林克洋と共に、セガ家庭用ゲーム機SG-1000用ソフト『ガールズガーデン』を制作。高校時代からバンドを組んでいた事が当時『ハングオン』を開発していた鈴木裕に伝わり、鈴木からの依頼でメインテーマ曲を作曲したことがきっかけで、サウンドクリエイターに転身し、以来セガの黎明期から数多くの名作に関わっている。
1988年結成のセガのゲームミュージックバンド「S.S.T.BAND」には、ステージデビュー時（1989年）からキーボード担当として参加していたが、1991年に光吉猛修と交代してS.S.T.BANDを脱退。
2001年からセガオフィシャルサウンドユニット「H.」のリーダーとして、不定期にライブ活動している。2015年1月からは、とものかつみ・景山将太とのユニットである「H.K.S（ハイパー・カッコイイ・システム）」のメンバーとしても活動。
2015年2月には、セガ入社30周年記念となるCDアルバム『Hiro 30th Anniversary Album Thank you for listening!』を発売した。同年4月に行われたセガグループ再編に伴い、光吉猛修と共にアーケードゲームを手掛ける新会社であるセガ・インタラクティブへ一時移籍していたが、2020年4月にセガへ復帰した。
2025年4月30日をもって定年を迎えセガを退社したが、翌5月1日に同社に再雇用され、引き続き同社で活動する。

## 作品
- ハングオン（1985年）
- スペースハリアー（1985年）
- エンデューロレーサー（1986年）
- ファンタジーゾーンシリーズ
  - ファンタジーゾーン（1986年）
  - ファンタジーゾーンGear オパオパJr.の冒険（1991年）
  - スーパーファンタジーゾーン（1992年）
- アウトランシリーズ
  - アウトラン（1986年）
  - ターボアウトラン（1989年）
  - アウトランナーズ（1993年）
  - アウトラン2（2003年）
  - アウトラン2SP（2004年）
  - OutRun 2006: Coast 2 Coast（2006年）
- アフターバーナーシリーズ
  - アフターバーナー（1987年）
  - アフターバーナーII（1987年）
  - アフターバーナー クライマックス（2006年）
- ダイナマイトダックス（1988年）
- パワードリフト（1988年）
- ホットロッド（1988年）
- ヴァーミリオン（1989年）
- G-LOC: AIR BATTLE（1990年）
- GPライダー（1990年）
- レンタヒーロー（1991年）
- ドラゴンボールZ V.R.V.S（1994年）
- ファイターズメガミックス（1996年）
- セガツーリングカーチャンピオンシップ（1996年）
- クラッキンDJ（2000年）
- テトリス・デカリス（2009年）
- maimai（2012年）
- みんなでまもって騎士（2014年）
- ソニックフロンティア（2022年）

## 外部サイト
- ［H.］Hiro @SEGA (@@Hiro_H10th) - X（旧Twitter）
- クリエイターズインタビュー 川口博史（Hiro） - セガ・インタラクティブ